# Biersted Sogn
Biersted Sogn er et sogn i Jammerbugt Provsti (Aalborg Stift).
I 1800-tallet var Biersted Sogn anneks til Aaby Sogn. Biersted og ca. halvdelen af Aaby hørte til Kær Herred i Aalborg Amt, mens den anden halvdel af Aaby hørte til Hvetbo Herred i Hjørring Amt. Det blev ændret i 1930, hvor Vedsted Sogn blev udskilt fra Aaby Sogn og overført fra Kær Herred til Hvetbo Herred.
Aaby-Biersted sognekommune blev ved kommunalreformen i 1970 indlemmet i Aabybro Kommune, der ved strukturreformen i 2007 indgik i Jammerbugt Kommune.
I Biersted Sogn ligger Biersted Kirke.
I sognet findes følgende autoriserede stednavne:
- Biersted (bebyggelse, ejerlav)
- Biersted Mejeriby (bebyggelse)
- Biersted Mose (areal)
- Bolleenge (areal)
- Græsrimmen (bebyggelse)
- Haldager Bæk (vandareal)
- Helledi (areal)
- Holtehuse (bebyggelse)
- Kirkebakken (bebyggelse)
- Markhusene (bebyggelse)
- Nymark (bebyggelse)
- Nørhalne (bebyggelse, ejerlav)
- Nørhalne Drift (areal)
- Nørhalne Hedehuse (bebyggelse)
- Nørhalne Markhuse (bebyggelse)
- Smalby (bebyggelse)
- Smedsted Enge (areal)
- Troldenge (areal)